# Defaunación
La defaunación es la extinción global, local o funcional de poblaciones o especies animales de comunidades ecológicas, particularmente de mamíferos de gran tamaño. El crecimiento de la población humana, combinado con el impacto de la agricultura y la deforestación, ha llevado a una explotación más intensa del medio ambiente. Esto ha resultado en el agotamiento de muchas poblaciones de grandes vertebrados, creando lo que se ha denominado como "bosque vacío". El concepto de defaunación difiere del de extinción, ya que incluye tanto la desaparición de especies como la disminución de poblaciones de una especie o del número de individuos dentro de cada población. Los efectos de la defaunación fueron analizados por primera vez en el contexto de los bosques neotropicales, en el Simposio de interacciones entre plantas y animales en la Universidad de Campinas, Brasil, en 1988. Desde entonces, el término ha ganado un uso más amplio en la biología de la conservación como un fenómeno global.
Se estima que más del 50 por ciento de toda la vida silvestre se ha perdido en los últimos 40 años. En 2020 se estimó que se perdieron el 68% de la vida silvestre del mundo. En América del Sur, se cree que hay una pérdida del 70 por ciento.
En noviembre de 2017, más de 15,000 científicos de todo el mundo emitieron una segunda advertencia a la humanidad, que, entre otras cosas, instó a desarrollar e implementar políticas para detener "la defaunación, la caza furtiva y la explotación y el comercio de especies amenazadas".

## Causas

### Sobreexplotación

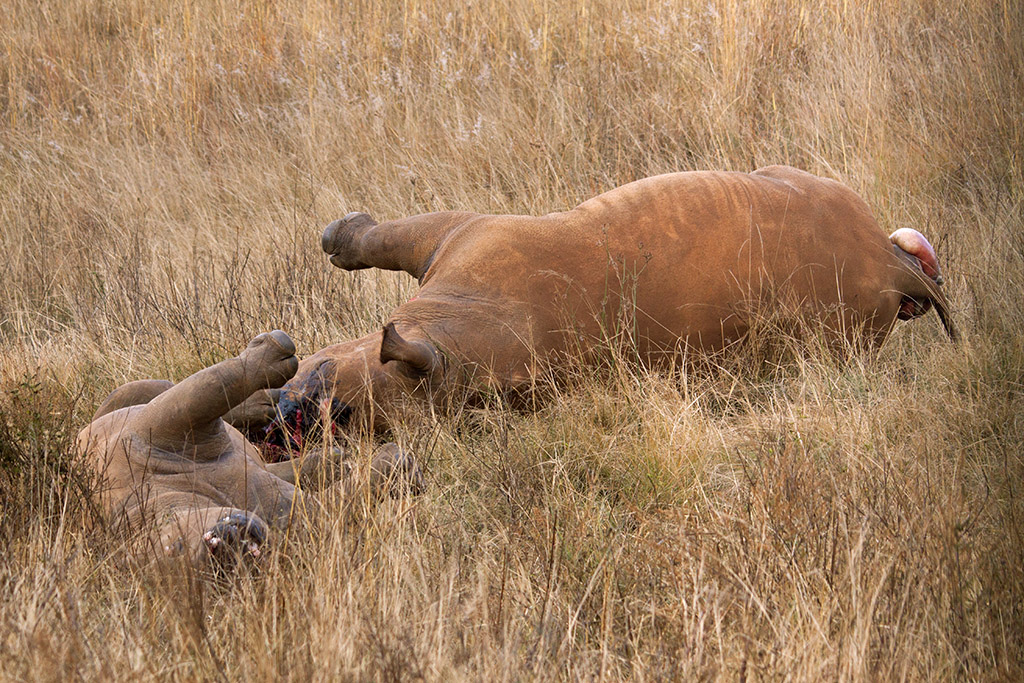
Caza furtiva de rinocerontes

La caza y recolección intensiva de animales amenaza las especies de vertebrados en peligro de extinción en todo el mundo. Los vertebrados se consideran productos valiosos de los bosques tropicales y las sabanas. En la Amazonia brasileña, 23 millones de vertebrados mueren cada año; los primates de grandes proporciones, los tapires, los pecaríes de labios blancos, los armadillos gigantes y las tortugas son algunos de los animales más sensibles a la caza. La caza excesiva puede reducir la población local de tales especies en más de la mitad, así como reducir la densidad de población. Las poblaciones ubicadas más cerca de las aldeas tienen un riesgo significativamente mayor de agotamiento. La abundancia de especies de caza locales disminuye a medida que aumenta la densidad de los asentamientos locales, como las aldeas.
La caza y la caza furtiva pueden provocar la disminución de la población local o la extinción de algunas especies. La mayoría de las especies afectadas sufren numerosos impactos de origen humano, pero la comunidad científica aún no está segura de la complejidad de estas interacciones y sus circuitos de retroalimentación.
Un estudio de caso en Panamá encontró una relación inversa entre la intensidad de la caza furtiva y la abundancia de 9 de las 11 especies de mamíferos estudiadas. Además, las especies de caza preferidas experimentaron mayores descensos poblacionales y tuvieron una mayor variación espacial en sus abundancias.

### Destrucción y fragmentación del hábitat

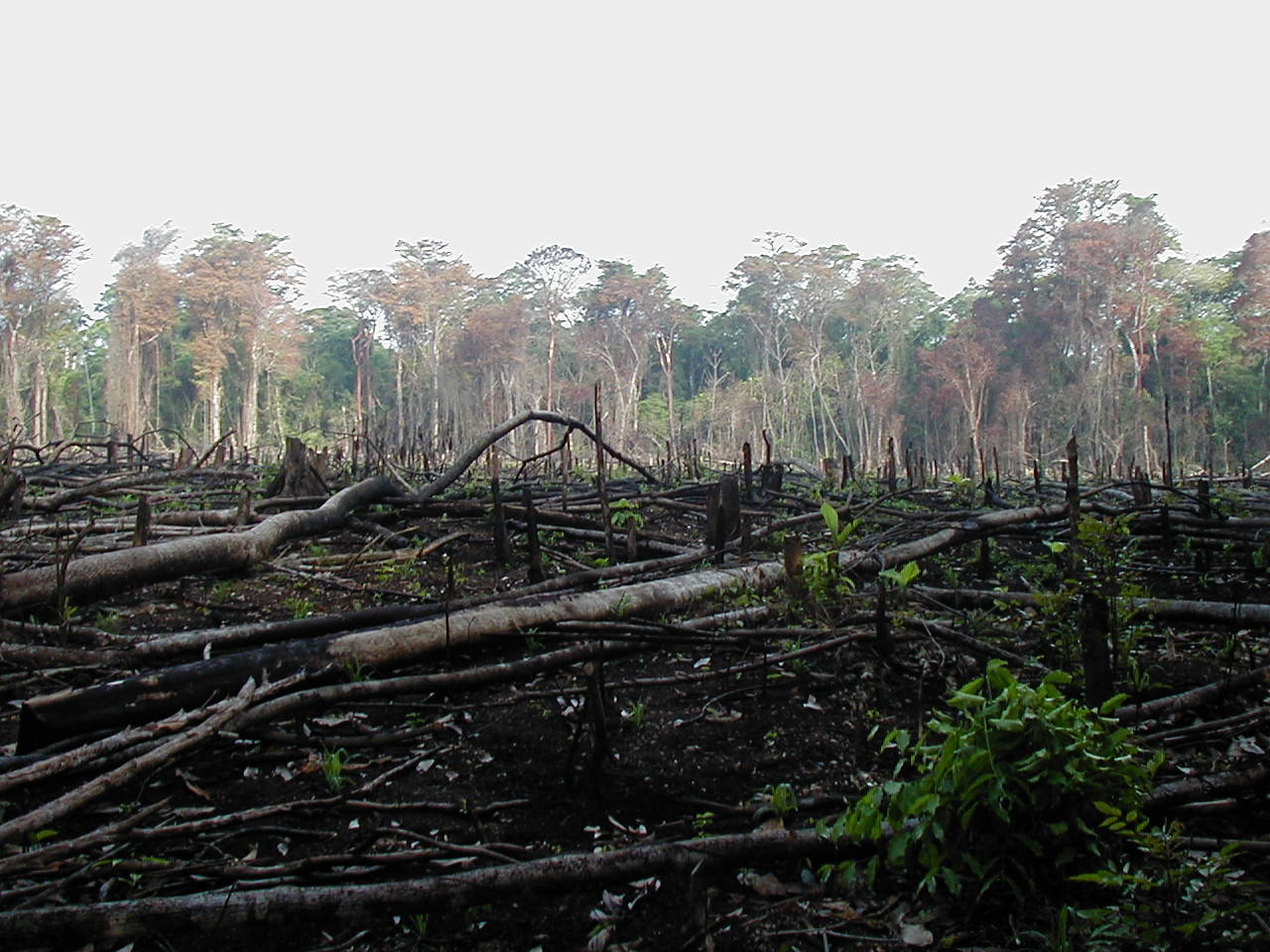
Deforestación en la selva lacandona mediante la quema de árboles.

Los cambios en el uso del suelo ocasiona que los hábitats naturales se fragmenten, alteren o destruyan. Los mamíferos grandes a menudo son más vulnerables a la extinción que los animales más pequeños porque requieren rangos de hogar más grandes y, por lo tanto, son más propensos a sufrir los efectos de la deforestación. Grandes especies como elefantes, rinocerontes, grandes primates, tapires y pecaríes son los primeros animales en desaparecer en los fragmentos de selva y bosques lluviosos.
Un estudio de caso del sector amazónico del Ecuador analizó dos enfoques de gestión de carreteras petroleras y sus efectos en las comunidades de vida silvestre circundantes. El camino de acceso libre tenía bosques que fueron talados y fragmentados y el otro había impuesto el control de acceso. Se encontraron menos especies a lo largo del primer camino con estimaciones de densidad casi un 80% más bajas que en el segundo sitio, donde tuvieron una perturbación mínima. Este hallazgo sugiere que las perturbaciones afectaron la disposición y la capacidad de los animales locales para viajar entre los relictos y fragmentos.

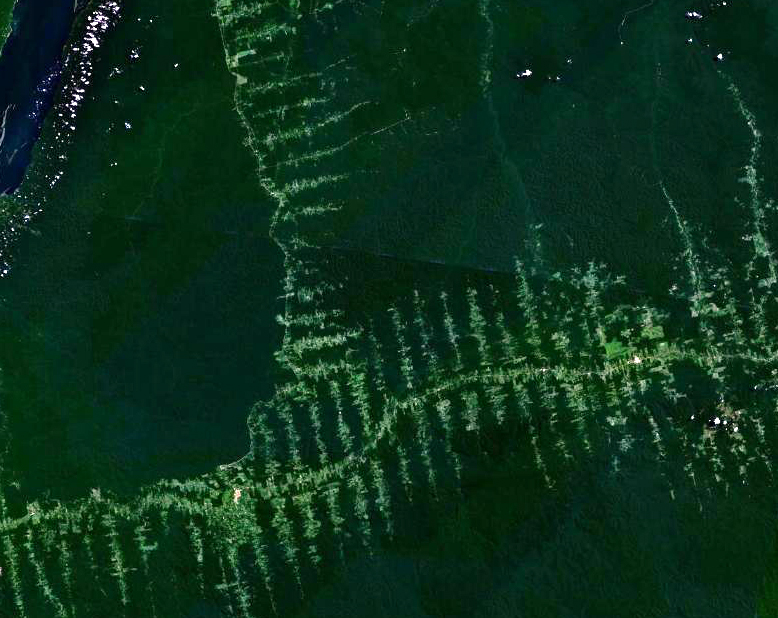
Vista de satélite de una deforestación en Brasil. Nótese el patrón de "espina de pescado" que sigue la deforestación.

La fragmentación reduce las poblaciones al tiempo que aumenta el riesgo de extinción cuando el tamaño del hábitat restante es pequeño. Cuando hay más tierra no fragmentada, hay más hábitat para especies más diversas. Un parche de tierra más grande también significa que puede acomodar más especies con áreas de distribución más grandes. Sin embargo, cuando el tamaño del parche disminuye, hay un aumento en el número de fragmentos aislados que pueden permanecer desocupados por la fauna local. Si esto persiste, las especies pueden extinguirse en el área.
Un estudio sobre deforestación en la selva amazónica observó dos patrones de fragmentación del hábitat: "espina de pescado" en propiedades más pequeñas, y otro patrón (sin nombre) que correspondía a las grandes propiedades. El patrón de grandes propiedades contenía menos fragmentos que el patrón de "espina de pescado" más pequeño. Los resultados sugirieron que niveles más altos de fragmentación dentro del patrón de "espina de pescado" condujeron a la pérdida de especies y a la disminución de la diversidad de vertebrados grandes. La fragmentación de los bosques puede hacer que grandes áreas pierdan la capacidad de mantener la biodiversidad y las funciones del ecosistema debido a la pérdida de procesos ecológicos clave. En consecuencia, esto puede causar cambios en los entornos y sesgar los procesos evolutivos.

### Especies invasivas
Las influencias humanas, como la colonización y la agricultura, han causado que las especies se distribuyan fuera de sus áreas de distribución nativas. Más allá de reducir el hábitat y la disponibilidad de recursos, la fragmentación tiene otros efectos en cascada sobre las especies nativas, ya que deja áreas vulnerables a invasiones de especies invasoras o especies introducidas. Las especies invasoras pueden competir en exceso o atacar directamente a las especies nativas, así como alterar el hábitat de tal forma que las especies nativas ya no puedan sobrevivir.
En especies animales extintas para las cuales se conoce la causa de extinción, más del 50% fueron afectadas por especies invasoras. Para el 20% de las especies animales extintas, las especies invasoras son la única causa de extinción citada. Las especies invasoras son la segunda causa más importante de extinción para los mamíferos.

## Patrones globales
Las regiones tropicales son las más afectadas por la defaunación. Estas regiones, que incluyen la Amazonia brasileña, la cuenca del Congo de Áfrical central e Indonesia, experimentan las mayores tasas de sobreexplotación y degradación del hábitat. Sin embargo, las causas específicas son variadas y las áreas con un grupo en peligro de extinción (como las aves) no necesariamente tienen otros grupos en peligro de extinción (como mamíferos, insectos o anfibios).
La deforestación de la selva amazónica brasileña conduce a la fragmentación del hábitat y a la sobreexplotación. La presión de caza en la selva amazónica ha aumentado a medida que las técnicas de caza tradicionales han sido reemplazadas por armas modernas como las escopetas. Los caminos de acceso construidos para las operaciones de extracción y tala fragmentan el paisaje forestal y permiten a los cazadores trasladarse a zonas boscosas que antes no habían sido tocadas. El comercio de carne de animales silvestres en África Central incentiva la sobreexplotación de la fauna local. Indonesia tiene la especie animal más amenazada de cualquier área del mundo. El comercio internacional de animales salvajes, así como las extensas operaciones de tala, minería y agricultura, impulsan el declive y la extinción de numerosas especies.

## Impactos ecológicos

### Pérdida genética
La endogamia y la pérdida de diversidad genética a menudo ocurren con poblaciones de especies en peligro de extinción porque tienen poblaciones pequeñas y/o en declive. La pérdida de diversidad genética reduce la capacidad de una población para hacer frente a los cambios en su entorno y puede hacer que los individuos dentro de la comunidad sean homogéneos. Si esto ocurre, estos animales son más susceptibles a las enfermedades y otras ocurrencias que pueden atacar un genoma específico. Sin diversidad genética, una enfermedad podría erradicar una especie entera. La endogamia disminuye las tasas de reproducción y supervivencia. Se sugiere que estos factores genéticos contribuyen al riesgo de extinción en especies amenazadas o en peligro de extinción.

### Dispersión de semillas

#### Efectos sobre las plantas y la estructura forestal
La defaunación afecta a las comunidades de plantas. Hay tres conclusiones no excluyentes entre sí en cuanto a las consecuencias en las comunidades de plantas forestales tropicales:
1. Si los cazadores apuntan a los agentes de dispersión de semillas, la efectividad y la cantidad de dispersión para esas especies de plantas se reducirá.[5][25]
2. La composición de las capas de especies de plántulas y árboles van a ser alterados por la caza, y
3. La caza selectiva de animales de tamaño mediano / grande en lugar de animales pequeños dará lugar a diferentes patrones de depredación de semillas, con énfasis en semillas más pequeñas.[26]

Un estudio reciente analizó la densidad y composición de las plántulas de dos áreas, Los Tuxtlas y Montes Azules. Los Tuxtlas, que se ve más afectado por la actividad humana, mostró una mayor densidad de plántulas y un menor número promedio de especies diferentes que en la otra área. Los resultados sugieren que la ausencia de dispersores de vertebrados puede cambiar la estructura y la diversidad de los bosques. Como resultado, una comunidad de plantas que depende de los animales para su dispersión podría tener una biodiversidad alterada, y sufrir alteraciones en la dominancia de especies, supervivencia, demografía y estructura espacial y genética.
Es probable que la caza furtiva altere la composición de la planta porque las interacciones entre la fauna y las especies de plantas varían en intensidad. Cada especies de fauna interactúa de diversas maneras con las especies de plantas, y algunas especies interactúan mucho, mientras que otras poco o nada. Es probable que se produzca un cambio en la composición de las especies de plantas porque la eliminación del efecto neto de las especies de fauna varía entre las especies de plantas con las que interactúan.

#### Efectos sobre dispersores y depredadores de semillas de pequeño cuerpo
Como los vertebrados de cuerpo grande ven su rol cada vez más disminuido en las redes de dispersión de semillas, los dispersores de semillas de cuerpo pequeño (es decir, murciélagos, pájaros, escarabajos de estiércol) y los depredadores de semillas (es decir, roedores) se ven afectados. La defaunación conduce a una diversidad reducida de especies. Esto se debe a una competencia relajada; Las especies de cuerpo pequeño normalmente compiten con los vertebrados de cuerpo grande por alimentos y otros recursos. A medida que un área se desfauna, las especies dominantes de pequeño cuerpo toman el control, desplazan a otras especies similares y conducen a una diversidad general reducida de especies. La pérdida de diversidad de especies refleja una mayor pérdida de biodiversidad, lo que tiene consecuencias para el mantenimiento de los servicios del ecosistema.
La calidad del hábitat físico también puede sufrir. Las especies de aves y murciélagos (muchos de los cuales son dispersores de semillas de cuerpo pequeño) dependen de lamer minerales como fuente de sodio, que no está disponible en otras partes de sus dietas. En áreas desfaunadas en el oeste de la selva amazónica, las lagunas minerales están más cubiertas de vegetación y tienen menos disponibilidad de agua. Los murciélagos son significativamente menos propensos a visitar estos sitios con minerales degradados. La degradación de tales sitios afecta negativamente la salud y la reproducción de las poblaciones de murciélagos.
La defaunación también tiene consecuencias negativas para las redes de dispersión de semillas. En la selva amazónica occidental, las aves y los murciélagos tienen dietas separadas y, por lo tanto, forman gremios separados dentro de la red. Se presume que los vertebrados de cuerpo grande son generalistas (sus dietas son más variadas) y por lo tanto conectan gremios separados, creando una red estable y resistente. La defaunación da como resultado una red altamente modular en la que los frugívoros especializados actúan en cambio como concentradores de conectores.

### Servicios de ecosistema
Los cambios en la dinámica de la depredación, la depredación de semillas, la dispersión de semillas, la eliminación de carroña, la eliminación de estiércol, el pisoteo de la vegetación y otros procesos del ecosistema como resultado de la defaunación pueden afectar los servicios de apoyo y regulación del ecosistema, como el ciclo y la descomposición de nutrientes, la polinización de cultivos, el control de plagas, y la calidad del agua.

### Conservación
Los esfuerzos contra la defaunación incluyen corredores ecológicos y corredores ribereños. Ambos pueden ser conocidos como mecanismos de cruce de vida silvestre. Los cruces de vida silvestre se usan específicamente para evitar que muchas especies animales pasen a las carreteras. Muchos países los usan y se ha encontrado que son muy efectivos para proteger especies y permitir la conexión de bosques. Estos cruces de fauna parecen puentes de bosque que cruzan muchos caminos, como un puente peatonal para humanos, permitiendo que los animales migren de un lado a otro del bosque de manera segura ya que el camino cortó la conectividad original. Se concluyó en un estudio realizado por Pell y Jones, que analizaba el uso de estos corredores en Australia por las aves, que muchas aves, de hecho, usaron estos corredores para viajar de un lado del bosque al otro y aunque no gastaron mucho tiempo en el corredor específicamente, los usaban comúnmente. Los corredores ribereños son muy similares a los pasos elevados, solo están en tierra plana y no en puentes, sin embargo, también funcionan como "puentes" conectivos entre fragmentos fragmentados de bosque. Un estudio realizado conectó los corredores con el hábitat de las aves y su uso para la dispersión de semillas. Las conclusiones de este estudio mostraron que algunas especies de aves dependen en gran medida de estos corredores como conexiones entre bosques, ya que volar a través del campo abierto no es lo ideal para muchas especies. En general, ambos estudios coinciden en que es necesario establecer algún tipo de conectividad entre fragmentos para mantener el ecosistema forestal en la mejor salud posible y concluyen que, de hecho, han sido muy efectivos.